# St. Johns, Illinois
St. Johns là một làng thuộc quận Perry, tiểu bang Illinois, Hoa Kỳ. Năm 2010, dân số của làng này là 219 người.

## Dân số
Dân số qua các năm:
- Năm 2000: 218 người.
- Năm 2010: 219 người.